# Nędznicy (film 1935)
Nędznicy (fr. Les Misérables) – amerykański dramat historyczny z 1935 roku w reżyserii Ryszarda Bolesławskiego. Adaptacja klasycznej powieści Victora Hugo pod tym samym tytułem.

## Obsada
- Fredric March - Jean Valjean / Champmathieu
- Charles Laughton - inspektor Émile Javert
- Cedric Hardwicke - biskup Myriel
- Rochelle Hudson - Cosette
- Marilyn Knowlden - młoda Cosette
- Florence Eldridge - Fantine
- John Beal - Marius
- Frances Drake - Éponine
- Vernon Downing - Brissac
- Leonid Kinskey - Genflou

## Nagrody i wyróżnienia
- 1936 : cztery nominacje do Oscarów w kategoriach:
  - Najlepszy film - wytwórnia 20th Century Pictures
  - Najlepsze zdjęcia - Gregg Toland
  - Najlepszy asystent reżysera - Eric Stacey
  - Najlepszy montaż - Barbara McLean

- 1936: nagroda National Board of Review w kategorii: Najlepsze filmy zagraniczne roku[2]